# Landweer Venlo

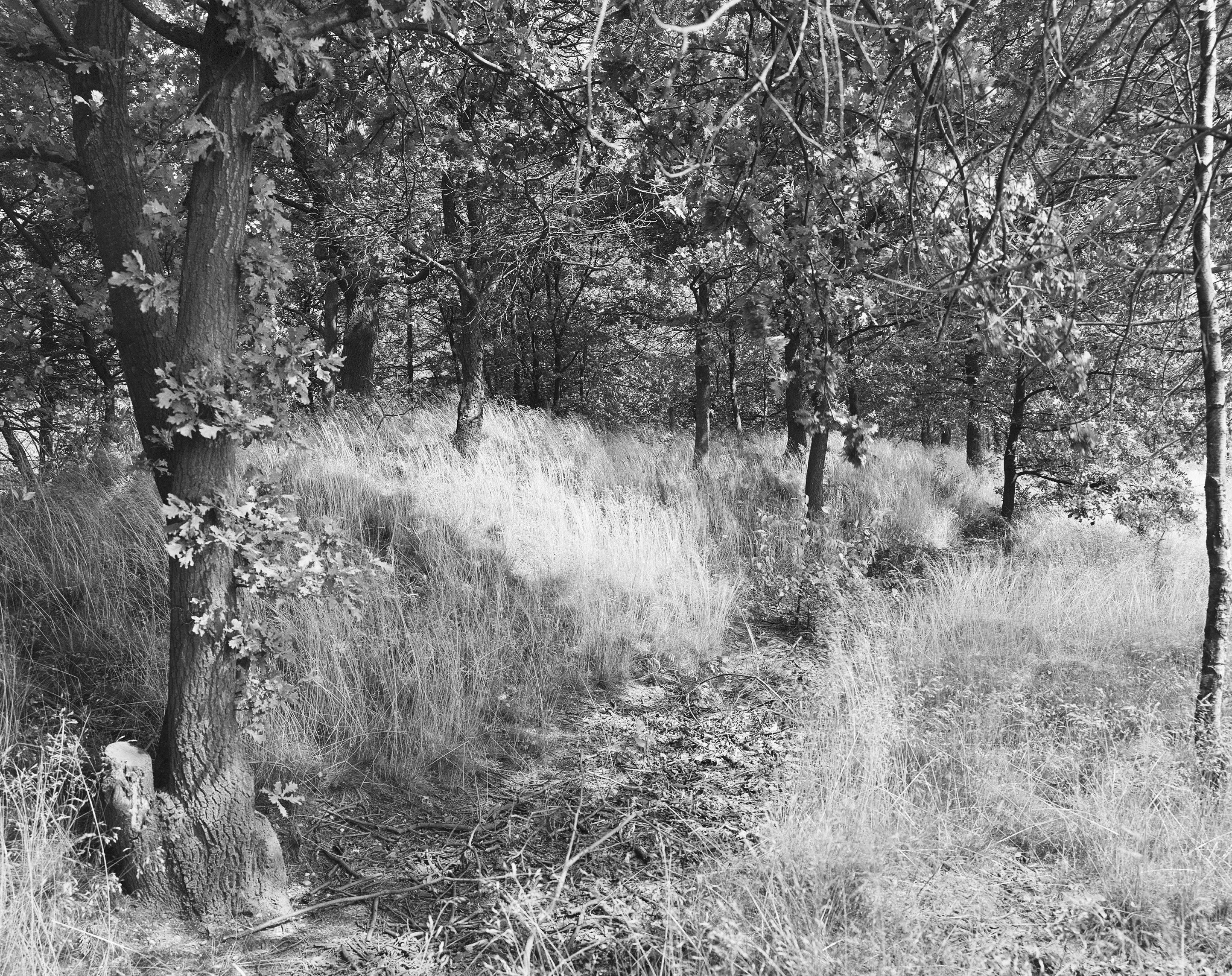
Een van de landweren, op perceel F.1758 en 1759

In de gemeente Venlo lagen verscheidene landweren. Deze bevonden zich op de Groote Heide, de Jammerdaalse Heide en bij Blerick. Aan het einde van de 14e eeuw wordt melding gemaakt van een landweer die de stad Venlo omringt. Delen van deze landweren bestaan nog en zijn rijksmonument.

## Groote Heide en Venloër Heide
Op de Groote Heide en op de Venloër Heide liggen delen van een dubbele landweer van rond 1450. In 1444 zou men begonnen zijn met de aanleg van de werken. Deze landweer vormde oorspronkelijk een verdedigingslinie langs de oude weg naar Kasteel Krieckenbeck, vanaf de kruising Stalbergweg-Waterleidingsingel in oostzuidoostelijke richting. Het voor de wallen liggende gebied was heideterrein dat gemeenschappelijk beheerd werd. Hier stak men plaggen en liet men vee onbeheerd weiden. De wallen gaven bescherming tegen plundering door soldaten en andere bewoners van het gebied. Misschien beschermden ze ook het handelsverkeer tussen Venlo en Krieckenbeck. De "dobbelde landweer" van Venlo naar Krieckenbeck is op een 17e-eeuwse grenskaart duidelijk aangegeven.
De delen van de dubbele landweer die nog zichtbaar zijn zijn stukken van de noordwal met een lengte van 500 meter en stukken van de zuidwal met een lengte van ongeveer 200 meter. De afstand tussen de twee wallen is ongeveer 40 meter. Langs de Hinsbeckerweg zijn resten van deze wallen nog zichtbaar.
De restanten van de landweren op de Groote Heide zijn rijksmonument.

## Jammerdaalse Heide
Op de Jammerdaalse Heide ligt een middeleeuwse landweer naast een Romeinse weg. Op enkele plaatsen is de landweer zichtbaar.
De landweer op de Jammerdaalse Heide is rijksmonument.

## Blerick

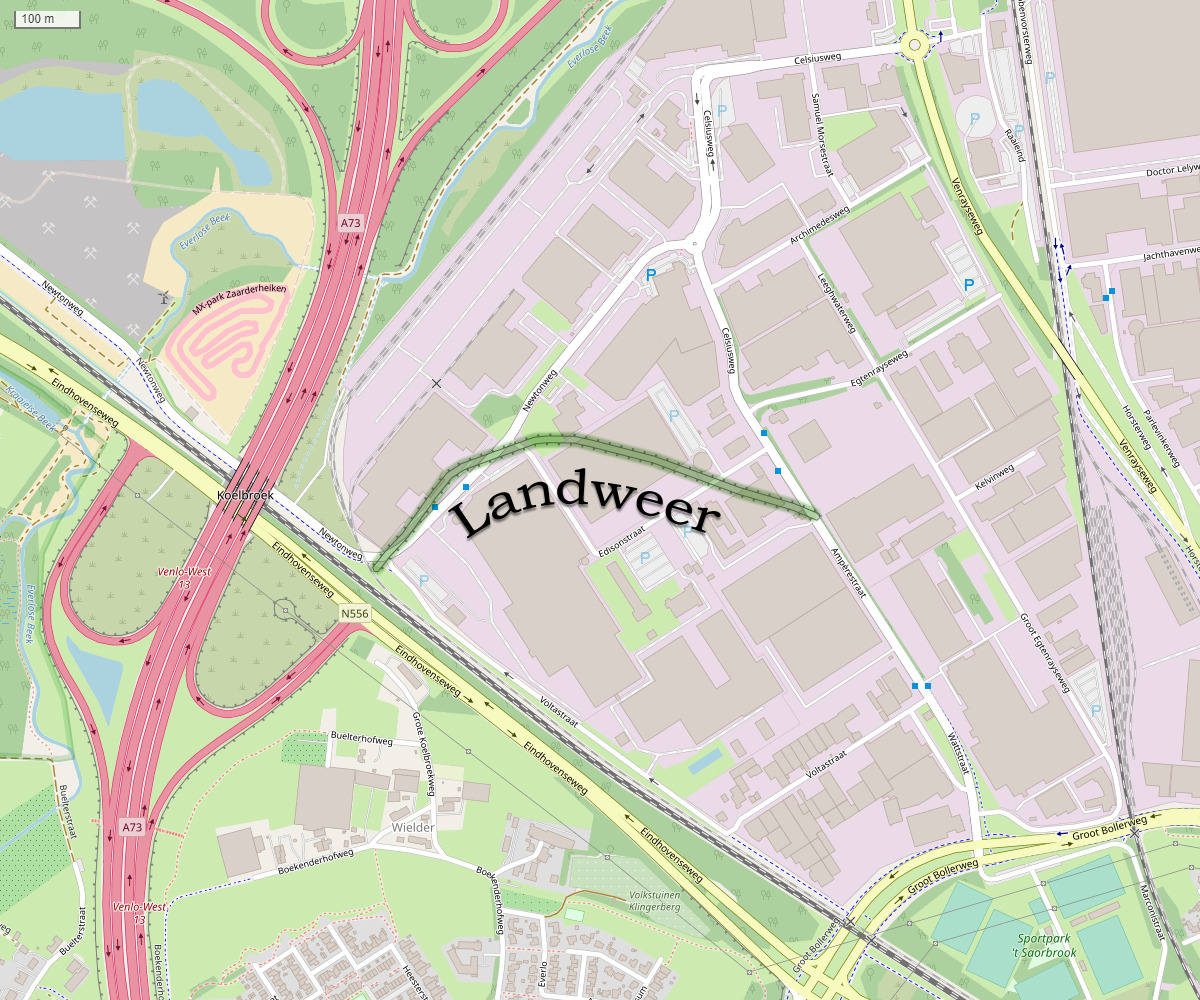
De Blerickse landweer van een kleine 800 meter zoals die in het gebied Groot Boller lag tot vlak na de Tweede Wereldoorlog.

In de tweede helft van de 19e eeuw werden in Blerick twee landweren aangetroffen, waarvan tegenwoordig nog maar weinig rest. De ene landweer was aan de noordzijde van de spoorlijn Venlo - Eindhoven gesitueerd, ter hoogte van Knooppunt Zaarderheiken. De andere landweer liep van de Blerickse Bergen in een halve cirkel achter Kockerse en ten noorden van het Koelbroek naar de natuurlijke heuvels van het oostelijk deel van de Blerickse Heide. Van de laatste liggen west en oost van de Voorste Kockerseweg delen in het bos.